# Робер, Макс
Макс Робер (фр. Max Robert, 9 июня 1967, Нант, Земли Луары) — французский бобслеист и легкоатлет, разгоняющий, выступавший за сборную Франции в 1990-х годах. Участник двух зимних Олимпийских игр, бронзовый призёр Нагано, чемпион мира и Европы. Чемпион Франции в эстафете 4×100 метров. Тренер сборной Франции по бобслею.

## Биография
Макс Робер родился 9 июня 1967 года в городе Нант, с детства полюбил спорт, занимался лёгкой атлетикой (личный рекорд в беге на 100 метров — 10,4 секунды). Тренировался у Жаки Верзье. Вскоре увлёкся бобслеем, начал соревноваться на профессиональном уровне в 1989 году и, показав неплохие результаты, был взят разгоняющим в национальную команду. Первые серьёзные соревнования состоялись для него в 1990 году на чемпионате мира среди юниоров в Кёнигсзе, где французская четвёрка завоевала золотые медали. В 1994 году на Олимпийских играх в Лиллехаммере спортсмен не смог выступить достойно, приехав двадцать первым как в двойках, так и в четвёрках.
Благодаря череде удачных выступлений на нескольких турнирах международного уровня отправился защищать честь Франции на Олимпийские игры 1998 года в Нагано, где, находясь в команде пилота Брюно Минжона, завоевал бронзовую медаль в программе четвёрок. Награду в итоге всё же пришлось разделить со сборной Великобритании, которая после всех заездов показала точно такое же время. Помимо всего прочего, в послужном списке Робера золотая медаль чемпионата мира, прошедшего в 1999 году в Кортина-д’Ампеццо, и Европы (год спустя там же). Спортсмен неоднократно становился чемпионом Франции (1997, 2000, 2001) и приезжал первым на различных этапах Кубка мира.